# ハイニンゲン (ゲッピンゲン郡)
ハイニンゲン (ドイツ語: Heiningen) は、ドイツ連邦共和国バーデン＝ヴュルテンベルク州シュトゥットガルト行政管区のゲッピンゲン郡に属す町村（以下、本項では便宜上「町」と記述する）である。シュヴェービシェ・アルプの麓に位置するこの町はレギオン・シュトゥットガルト（シュトゥットガルト地方、1992年まではネッカー川中流地域）およびシュトゥットガルト欧州大都市圏辺縁部に含まれる。

## 地理

### 位置
この町の首邑であるハイニンゲン地区は、郡庁所在地ゲッピンゲン中心部から南に約 5 km のシュヴェービシェ・アルプの麓に位置している。この地域の水は主に、カッツェンバッハ川とも呼ばれるエックバッハ川を通して、北部地域の水はハイムバッハ川とも呼ばれるプフールバッハ川によって、フィルス川に排水されている。

### 隣接する市町村
この町に隣接する市町村は、ゲッピンゲン、デュルナウ、ガンメルスハウゼン、エッシェンバッハ、バート・ディッツェンバッハである。

### 自治体の構成
ハイニンゲンには、ハイニンゲン地区、小集落ローテンベルク（エッシェンバッハにも属す）、アイトレスホーフ農場が属している。

### 土地利用
| 用途                 | 面積 (ha) | 占有率 (%) |
| -------------------- | --------- | ---------- |
| 住宅地               | 78        | 6.3        |
| 商工業地             | 18        | 1.5        |
| レクリエーション用地 | 13        | 1.0        |
| その他市街地         | 27        | 1.9        |
| 交通用地             | 83        | 6.7        |
| 農業用地             | 769       | 61.8       |
| 森林                 | 232       | 18.7       |
| 水域                 | 9         | 0.7        |
| その他               | 16        | 1.3        |
| 合計                 | 1245      | 100        |

2022年現在の州統計局のデータに基づく。

## 歴史

### 中世
ハイニンゲンの最初の文献記録は、ザンクト・ガレン修道院文書に含まれる1228年の文書で、当時の表記は Huningen であった。ハイニンゲンにとって重要な文書が1284年8月27日にハイルブロンで起草された。ハイニンゲンを含む地域を支配していたコンラート・フォン・テック公の請願によりルドルフ・フォン・ハプスブルク王が、フライブルクと同等の都市権をこの町に授ける特許状であった。フライブルクの都市権が適用されることによりハイニンゲンは、中世都市が所有しうるあらゆる特権を獲得した。それには市民の自由権、市場開催権、裁判権、土塁や堀を建設する権利、紋章や印章を使用する権利が含まれていた。
1291年にルドルフ王が逝去し、1292年にコンラート・フォン・テックも亡くなると、テック公の勢力は急速に凋落し、ハイニンゲンは必要な支援を失った。1321年に困窮したコンラートの息子たちは、ハイニンゲンやボルを含む所領をエーバーハルト・フォン・ヴュルテンベルクに売却した。ヴュルテンベルクはすでに所有していたゲッピンゲンを優先して、ハイニンゲンはアムト・ゲッピンゲンに編入された。これにより、ハイニンゲンは再び市場町の地位にまで格下げられたが、少なくとも市場開催権は保持した。1466年にこの町に学校があったことが証明されている。

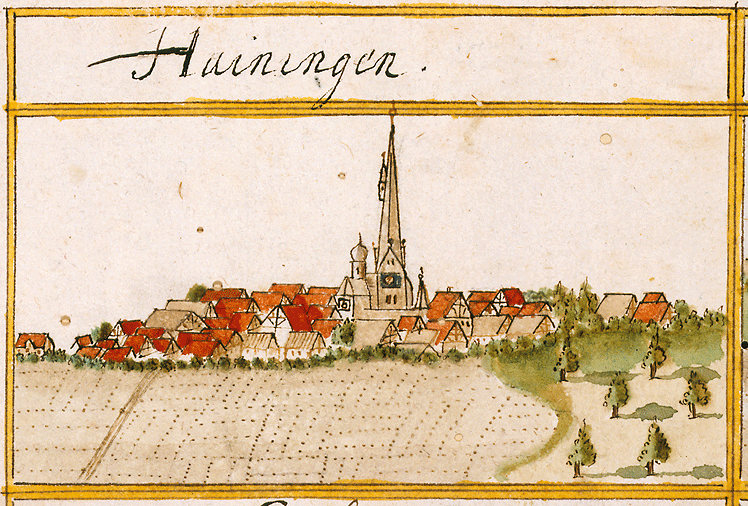
1683年にアンドレアス・キーザーの森林簿に描かれたハイニンゲン

### 近世
ウルリヒ・フォン・ヴュルテンベルクは1534年に自らの公領に宗教改革を行った。これによりハイニンゲンではこれ以後福音主義が強く根付いた。この町にあったアーデルベルク修道院の広大な所領はこれによりヴュルテンベルク領となった。
三十年戦争では、1634年のネルトリンゲンの戦いで敗れたヴュルテンベルク側で参戦したハイニンゲンは、皇帝軍により略奪され、破壊された。これとペストによって人口は約1000人から約200人にまで減少した。
19世紀初めに建国されたヴュルテンベルク王国の新しい行政機構で、ハイニンゲンの帰属はオーバーアムト・ゲッピンゲンに留まった。王政が終焉した後ハイニンゲンはヴュルテンベルク自由人民州の所属となった。ナチス政権下のヴュルテンベルクの郡再編でこの町は、1938年に新設されたゲッピンゲン郡の所属となった。
第二次世界大戦後、多くの故郷を失った人々がハイニンゲンに住み着き、著しい人口増加をもたらした。
1945年から1952年までアメリカ占領地区に創設されたヴュルテンベルク＝バーデン州に属した。この州は1952年にバーデン＝ヴュルテンベルク州に再編された。

## 住民

### 宗教
宗教改革以後ハイニンゲンには福音主義が根付いている。福音主義教会は2019年12月1日にエッシェンバッハ福音主義教会組織と統合され、エッシェンバッハ＝ハイニンゲン福音主義教会となった。第二次世界大戦後の難民の流入に伴い、ローマ＝カトリック組織が形成された。この教会はエッシェンバッハも管轄した。この他にハイニンゲンには2008年まで新使徒教会があった。

### 人口推移
出典: 1970年以降のデータは、バーデン＝ヴュルテンベルク州統計局のデータによる。
| 時期           | 人口（人） |
| -------------- | ---------- |
| 1837年         | 1,130      |
| 1907年         | 1,185      |
| 1939年05月17日 | 1,309      |
| 1950年09月13日 | 1,980      |
| 1970年05月27日 | 3,422      |
| 1983年12月31日 | 4,877      |
| 1987年05月25日 | 4,896      |
| 1991年12月31日 | 5,246      |
| 1995年12月31日 | 5,282      |
| 2005年12月31日 | 5,480      |
| 2010年12月31日 | 5,285      |
| 2015年12月31日 | 5,114      |
| 2020年12月31日 | 5,156      |

## 行政

### 首長
ノルベルト・アウフレヒトは2005年2月の町長選挙第1回投票で町長に選出された。彼は2020年に3期目の再選を果たした。

### 議会
ハイニンゲンの町議会は18議席からなる。町議会はこれらの選出された名誉職の議員と議長を務める町長で構成される。町長は町議会において投票権を有している。

### 紋章
図柄: 青地。横たわる銀のシカの角の下に、赤い十字が刻まれたギザギザの飾りがある十字型の銀の皿。

## 経済と社会資本

### 交通
ハイニンゲンは州道 L1217号線でガンメルスハウゼンおよび 5 km 離れたゲッピンゲンと結ばれている。郡道 K1425号線経由でエッシェンバッハに行くことができる。アウトバーン A8号線のアイヒェルベルク・インターチェンジは約 10 km、連邦道 B10号線のゲッピンゲン・インターチェンジは約 4 km の距離にある。ハイニンゲンへは、バスによる公共交通（981、983、983A、984、984A路線）を利用してゲッピンゲンから簡単に行くことができる。
ハイニンゲン駅は、1989年まで旅客営業を行っていたフォアアルプ鉄道の駅であった。かつての駅の跡地にはスーパーマーケットを含むサービスセンターが建っている。軌道は一部は撤去され、一部は舗装で塗り込められた。

### 経済
ハイニンゲンには多くの中小企業が立地する工業地区が存在する。この他フォアアルプ産業地区の一部がハイニンゲンとエッシェンバッハにまたがっている。フォアアルプ産業地区には約1,000人の職場がある。

### 教育
ハイニンゲンには基礎課程学校エルンスト＝ヴァイヒェル＝シューレがある。上級の学校は近隣市町村にある。また町内には幼稚園が3園ある。

## 文化と見所

### 建築

#### 福音主義ミヒャエルス教会
1228年に最初の教会の記録が遺されている。かつて自衛機能を有していたミヒャエルス教会は、旧キルヒホーフにある。守護権は地元領主からヴュルテンベルクに渡り、1393年にアーデルベルク修道院と交換された。1398年、ゴシック様式の本堂にクリストフェルス、珍しい十字架の釘打ち、"volto santo" と呼ばれる着衣のキリストの磔刑を描いたフレスコが描かれた。1493年に古い内陣が解体され、1514年に新しい星型のヴォールトを持つ内陣が聖具室とともに完成した。あらかじめ計画されていた主祭壇は、農民戦争とヴュルテンベルクにおける宗教改革の導入により実現しなかった。シュトゥットガルトの建築家リヒャルト・ベクレンによる教会改修の際に、内陣の中央の窓はルドルフ・フォン・イェーリン（父）によってキリストの復活のモチーフでデザインされた。1954年にヘルムート・ウーリヒが戦没者追悼碑を建立した。教会の塔には3つの鐘がある。その1つが1731年まで見張り塔で警鐘として用いられていた古いマリエングロッケ（マリアの鐘）で、1350年以前に鋳造されたことが確実である。残りの2つの鐘は、1493年と1612年に設置された。

### 年中行事
ハイニンゲンは、毎年小さな体育館で開催されるアルトヴァイバーファッシングで広く知られている。この他にイースターの月曜日には、仔牛展示会を伴うハイニンゲンのイースターマーケットが開催される。かつては毎年夏に「シュターレンフェスト」という村祭りが催されていた。他にもハイニンゲンの様々なクラブが毎年開催する祭（たとえば、5月のダンスなど）があるが、広く知られているものはない。

### レジャー
この町には老若向けの様々なレジャースポットがある。よく知られている施設には以下がある。
- フォアアルプバート・ハイニンゲン（屋内プール。日光浴用の芝生広場、サウナ、日焼けマシーン、ケーゲル（ドイツ語版、英語版）のレーンがある）
- ミニゴルフ場
- ノルディックウォーキング・パーク

### スポーツ施設
ハイニンゲンには体育館が2つある。旧跨線橋前にあるTSV-ハレと、これより大きくてエッシェンバッハ方面の外れにあるフォアアルプハレである。この他に、ロイシュヴァルトに2つの運動場がある。1つは人工芝、もう1つはフォアアルプハレの近くにある小さなグラウンドである。

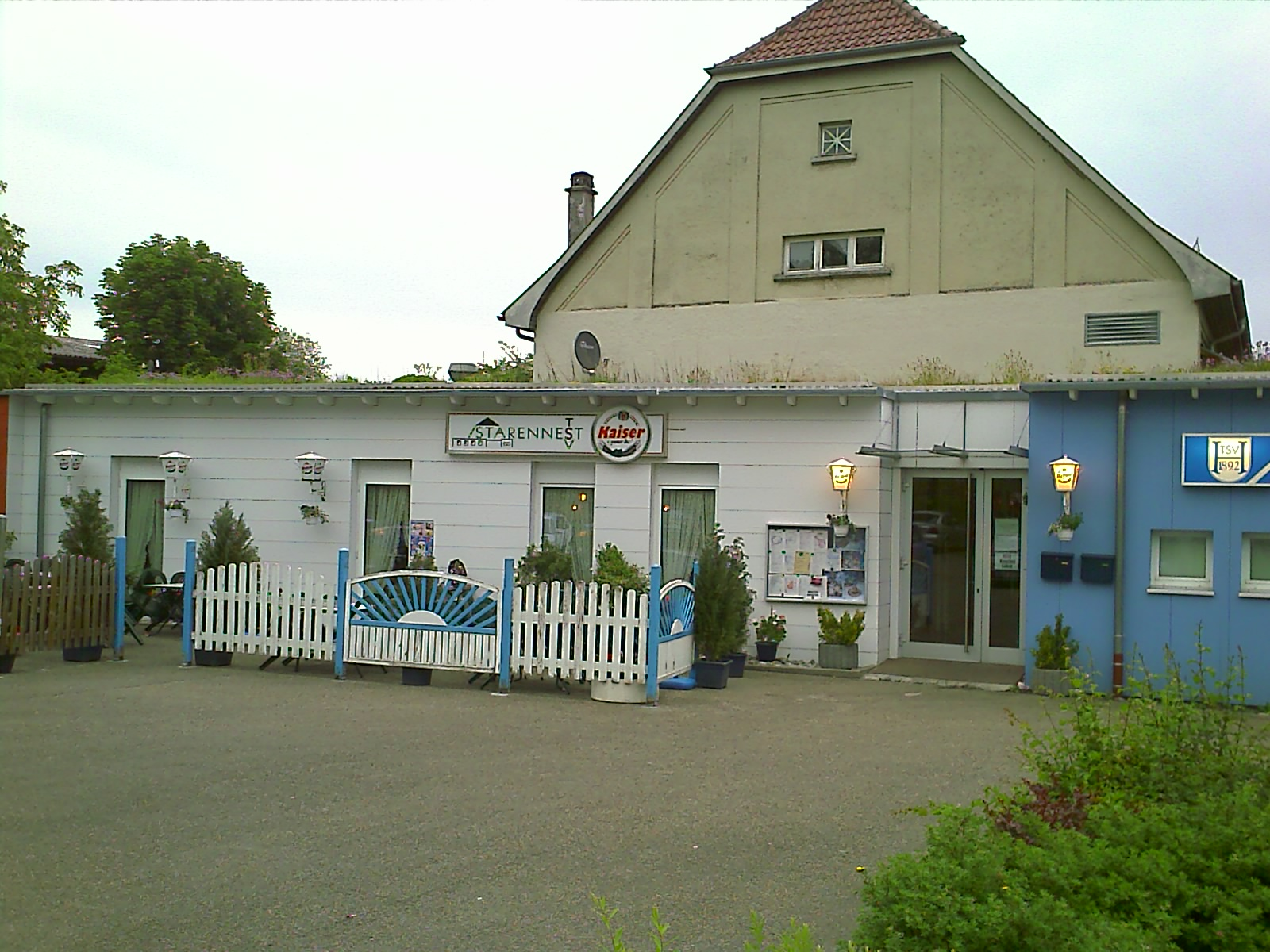
TSVハイニンゲンのクラブレストラン「シュターレンネスト」

### クラブ、団体
- トゥルン・ウント・シュポルトフェライン・ハイニンゲン（ハイニンゲン体操・スポーツ・クラブ、TSV）: 男子ハンドボールチームは1980年代にはブンデスリーガ2部でプレイしていた。また、男子A-ユーゲント（ジュニアチーム）は1993年にドイツ・チャンピオンになった。
- DLRG シュテュッツプンクト・ハイニンゲン＝エッシェンバッハ（ドイツ・ライフセービング協会救護ポイント）: 女子チームとジュニアチームは、救難水泳で何度もシュトゥットガルト管区チャンピオンになっており、ヴュルテンベルク大会やドイツ大会に出場している。
- 1. FC ハイニンゲン: 1957年に設立されたサッカークラブで、約460人の会員を擁する。2009/2010年シーズンには第1チームがクライスリーガ A3 で優勝し、ベツィルクスリーガに昇格した。第1チームはさらに2011/2012年シーズンにベツィルクスリーガ・ネッカー/フィルスで優勝し、ランデスリーガ 2 に昇格した。

## トリビア
ハイニンゲン住民の伝統的な地元でのニックネームが「シュターレン」である。ハイニンゲンの町のホームページでは「我々ハイニンゲンの住民は、"die Staren" というニックネームを有しています。これは賢くて抜け目のない鳥に由来し（訳注: ドイツ語: Stareは、ムクドリを意味する）、社交的なマルチタレントな事を意味しています。」と述べていた。

## 関連図書
- Rudolf Moser, ed (1844). “Gemeinde Heiningen”. Beschreibung des Oberamts Göppingen. Die Württembergischen Oberamtsbeschreibungen 1824–1886. Band 20. Stuttgart / Tübingen: Cotta’sche Verlagsbuchhandlung. pp. 218–225
- Rolf Kümmel (2015). Heiningen, April 1945. Göppingen: Manuela Kinzel Verlag. ISBN 978-3-95544-030-5